# Ilva Trophy 1994
Ilva Trophy 1994 — жіночий тенісний турнір, що проходив на відкритих кортах з ґрунтовим покриттям Circulo Tennis Ilva Taranto в Таранто (Італія). Належав до турнірів 4-ї категорії в рамках Туру WTA 1994. Турнір відбувся увосьме і тривав з 25 квітня до 1 травня 1994 року. Третя сіяна Жулі Алар здобула титул в одиночному розряді, свій другий на цьому турнірі (перший був 1992 року), й отримала 18 тис. доларів США.

## Фінальна частина

### Одиночний розряд
Жулі Алар —   Іріна Спирля 6–2, 6–3
- Для Алар це був 1-й титул в одиночному розряді за сезон і 3-й — за кар'єру.

### Парний розряд
Іріна Спирля /  Нелле ван Лоттум —  Анна-Марія Чеккіні /  Ізабель Демонжо 6–3, 2–6, 6–1